# Рябушинский, Николай Павлович
Николай Павлович Рябушинский (1876 либо 1877, Москва — 1951, Ницца) — русский промышленник, меценат, издатель и коллекционер; также пробовал свои силы как поэт и художник. Представитель купеческого рода Рябушинских. 

## Биография
Родился 12 (24) мая 1877 года в Москве.
В 1906—1909 годах был издателем и редактором ежемесячного художественно-литературного критического журнала «Золотое Руно». Пригласил к сотрудничеству в журнале художников «Мира искусства» Александра Бенуа, Льва Бакста, Константина Сомова, Евгения Лансере. В 1907 году был организатором художественной выставки московских символистов «Голубая роза» — экспозиция была устроена в доме фарфорового фабриканта Матвея Кузнецова на Мясницкой улице. В 1908—1910 годах организовал и участвовал как художник в трёх выставках «Золотого руна.
С 1914 года жил в Париже, где владел антикварным магазином на Елисейских Полях. 
Был известен как «Николаша», всерьёз его не принимали[кто?], всё своё состояние он прожил еще до революции
Был автором нескольких книг (псевдоним Н. Шинский).
Умер в апреле 1951 года в Ницце.

## Адреса
В 1908 году согласно телефонному справочнику проживал в Москве по адресу: Большая Садовая, 164/166, кв. 38.. 
В Петровском парке отстроил себе дачу «Чёрный лебедь» (архитекторы Владимир Адамович и Владимир Маят, 1907—1910), которую проиграл в карты Левону Манташеву. 